# جون غاردنر (عازف جاز)
جون غاردنر (بالإنجليزية: Albert "June" Gardner)‏ هو عازف جاز أمريكي، ولد في 1930 في نيو أورلينز في الولايات المتحدة، وتوفي في 19 نوفمبر 2010.

## وصلات خارجية
- جون غاردنر على موقع ميوزك برينز (الإنجليزية)
- جون غاردنر على موقع أول ميوزيك (الإنجليزية)
- جون غاردنر على موقع ديسكوغز (الإنجليزية)